# Salvatore Vitale
Salvatore Vitale, pseudonimo di Giovanni Andrea Contini, noto anche col nome Salvatore Vidal (Maracalagonis, 1575 – Roma, 28 gennaio 1647), è stato un religioso e scrittore del Regno di Sardegna appartenente all'ordine francescano, che scrisse in latino, sardo, castigliano e toscano.
Viaggiò molto dimorando in numerosi conventi.

## Biografia
Studiò a Cagliari, dove si laureò in diritto civile e canonico. Fu parroco di Muravera e di Maracalagonis, finché nel 1617 non abbandonò i secolari per passare nell'Ordine dei Frati Minori nella città di Cagliari. Nel 1619 fu inviato dai suoi superiori in Spagna ad Alcaraz e Cartagena, successivamente fu a Roma presso il collegio di San Pietro in Montorio dove studiò lingue orientali. Dal 1631 predicò per 5 anni fra Toscana, Lombardia e Corsica, nel 1636 tornò in Sardegna dove rimase per due anni. Tornò successivamente in Toscana, a Milano ed infine si trasferì definitivamente a Roma.
Il Tola lo definisce "oratore fecondissimo" e "scrittore infaticabile" ma ritiene che il frate fosse «l'improvvisatore più mostruoso che fino ad oggi sia stato di scritture istoriche, filologiche, ascetiche, morali e apologetiche, di poesie latine e castigliane di ogni specie, di sermoni, di bisticci e di commedie», per via dell'inattendibilità storica delle sue opere, totalmente permeate di campanilismo.
Ha scritto in lingua sarda, latina, italiana e spagnola.

## Opere
- Chronica Seraphici, Florentiae, 1630[3]
- Annales Sardiniae, pars I, Florentiae, 1639 (dedicato a Ferdinando II de' Medici, Granduca di Toscana);
- Annales Sardiniae, pars II, Mediolani, 1645 (dedicato a G. Arias Maldonado, consigliere del Senato di Milano).
- Chronica sacra santuario di Corsica, Firenze, 1639
- La vita del B. Salvatore da Orta, Firenze, 1640
- Clypeus aureus excellentiae calaritanae, Florentiae, 1641.
- Respuesta al historico Vico, Venetiis, 1644
- Urania Sulcitana di Salvatore Vidal: classicità e teatralità nella lingua sarda, Civiltà e storia di Sardegna; a cura di Sergio Bullegas, Edizioni Della Torre, Cagliari, 2004. ISBN 887343391X - ISBN 9788873433910,